# 世界維吾爾代表大會

東突厥斯坦伊斯兰共和国国徽

世界維吾爾代表大會（維吾爾語：دۇنيا ئۇيغۇر قۇرۇلتىيى‎），簡稱世維大會或世維會。起於2004年4月16日至19日於德國慕尼黑市召開之維吾爾族相關團體代表大會，由東突厥斯坦民族大會與世界維吾爾青年代表大會共同召集各相關之東突厥斯坦組織而籌建的統一領導機構组织。世界維吾爾代表大會每年接受美國國會支持的美国国家民主基金会资助。2006年11月，热比娅·卡德尔被選舉为世界維吾爾代表大會第二屆主席，於2009年5月續任第三屆主席。现任世维会主席的是多里坤·艾沙。

## 宗旨
世維大會總部設在德國，被认为是爭取东突厥斯坦（新疆）獨立的主流組織。世維大會發言人迪里夏提表示：「大會不支持、不鼓勵、不行使武裝戰爭來爭取东突厥斯坦（新疆）獨立，而且大會一直提倡以非暴力進行抗爭。大會的工作方向是一直敦促中國當局尊重維吾爾人的政治歸屬，並通過民主的方式來解决雙方的爭端。」大会宣布打算与世界各国政府，形成“和平反对”中国大陸當局在新疆的政策。它指称维吾尔族人受到的对待有把该地区变成“定时炸弹”的危险。

## 組織沿革
1990年代在各國設立的各式維吾爾民族運動組織開始進行強化統合機制。
首於1992年、以土耳其退役將校力薩·別金為指導中心，在土耳其伊斯坦布尔舉辦「東突厥斯坦民族大會」，始將世界各國獨立的維吾爾民族運動組織及個人加以統合。再於1996年、以學生運動家多里坤·艾沙為指導中心，在德國慕尼黑設立「世界維吾爾青年代表大會」。
2004年4月16日、以「東突厥斯坦民族大會」與「世界維吾爾青年代表大會」兩個組織為主、且統合其它大小相關的維吾爾組織成為新的單一組織「世界維吾爾代表大會」。被選出的第一屆主席為自由欧洲电台前職員艾爾肯·阿布甫泰肯（為中華民國前新疆省維籍幹部及1936年國大代表艾沙之子）。接著於2006年11月之後热比娅·卡德尔繼任為第二、三屆主席。2017年11月，在世界维吾尔代表大会第六次特别会议上，多里坤·艾沙当选为主席。
2012年5月14日，世界维吾尔会议第四届代表大会在东京开幕，来自世界各地代表以及支援维吾尔族问题的日本国会议员等出席了开幕式。会议主席热比亚称希望与中国政府对话，要求获得民族自决权。

## 世維大會組織架構

### 歷屆主席
|      |                   |            |            |        |  |  |  |  |
| 任次 | 姓名              | 就任       | 卸任       | 備註   |  |  |  |  |
| 1    | 艾爾肯·阿布甫泰肯 | 2004年4月  | 2006年11月 |        |  |  |  |  |
| 2    | 热比娅·卡德尔     | 2006年11月 | 2009年5月  |        |  |  |  |  |
| 3    | 热比娅·卡德尔     | 2009年5月  | 2017年11月 |        |  |  |  |  |
| 4    | 多里坤·艾沙       | 2017年11月 | 現任       |        |  |  |  |  |
| 5    | 图尔干江·安拉伍敦 | 候任       |            | [ 13 ] |  |  |  |  |

### 組織領導機構
其组织机构由世界各地的代表选举产生。任期为3年。设主席，监察长、秘书长各一人，副职若干；新闻发言人两人；下设执行委员会及若干专门委员会。

## 争议与批评

### 中华人民共和国政府
北京政府认为该组织支持伊斯兰化的激进组织突厥斯坦伊斯兰党，且该组织和其领导人热比娅·卡德尔为乌鲁木齐七·五事件的幕后主使，因而将其視為進行國家分裂活动的恐怖組織。官方媒体称该组织曾在七·五事件之后广泛制造谣言攻击中国大陸當局屠杀维吾尔族民众以煽动仇恨，并指控该组织领导人热比娅用湖北石首一起民众抗议活动照片指控中国大陸當局镇压维吾尔族和平示威，以及该组织在土耳其首都安卡拉的街头宣传中将一起发生在杭州的交通事故指为军队对维吾尔族民众的屠杀。
新华社引述的评论认为，世维会是由“世界维吾尔青年代表大会”和“东突民族代表大会”组成，而“世界维吾尔青年代表大会”是该国政府首批认定的“东突”恐怖组织之一，因此世维会从成立之初就有恐怖主义倾向，且「已经成为恐怖主义的代言人」。

### 其它东突厥斯坦独立组织
2021年年底，由包括澳大利亚人自由东突厥斯坦协会、比利时维吾尔青年联盟、东突厥斯坦民族觉醒运动、东突厥斯坦共和党、维吾尔斯坦解放组织等在内的东突厥斯坦独立组织联合发起请愿活动，在各大活动网站都被世维会控制并删除活动页面后，活动发起人建立了名为“世界维吾尔代表大会不能代表维吾尔人的集体利益”的网站，并发起请愿，最终参与请愿的维吾尔人达到10,266人。请愿活动阐述了清晰的观点，世界维吾尔代表大会不能代表东突厥斯坦境内外维吾尔人的集体利益，因为它不尊重我们人民恢复东突厥斯坦独立的根本目标。世维会一直在欺骗我们的人民和国际社会，谎称自己是“代表维吾尔人民集体利益的唯一合法组织”。自成立以来的这些年里，世维会的行动和声明对维吾尔人外部自决权造成重大损害，并将持续下去。 
同时，维吾尔斯坦解放组织发表文章，认为世维会长期以来奉行精英政治，并不关注普通维吾尔人的利益。

### 發言人涉為中國政府間諜活動被捕
2025年4月9日，世界維吾爾代表大會表示，該會中文發言人迪里夏提‧熱西提（Dilshat Reshit）在瑞典被拘捕，指控其涉嫌為中國政府從事間諜活動。迪里夏提自2004年起，一直擔任該組織的中文發言人，事件發生後，世維會已立即將其免職。

### 引用
1. ↑  . uyghurcongress.org.   [2004-04-16]. （原始内容存档于2019-04-01）.
2. 1 2  世界维吾尔代表大会,“世界维吾尔代表大会简介” （页面存档备份，存于）,2006年.
3. ↑  .   [2014-04-01]. （原始内容存档于2015-07-02）.（英文）
4. ↑  諾貝爾和平獎熱比婭獲邀觀禮 （页面存档备份，存于）, 中央廣播電臺 Radio Taiwan International, 2010/12/3
5. ↑  疆獨鬥士熱比婭 獲諾貝爾和平獎提名 （页面存档备份，存于）, 自由時報, 2006年9月12日
6. ↑  Fighting for her peoples' rights: Rebiya Kadeer visits Australia Archive.today的存檔，存档日期2013-01-10, 國際特赦組織, 2008年2月（英文）
7. ↑  Visitor Kadeer Calls For Action to Help Uyghur People （页面存档备份，存于）, The Tech - MIT's Newspaper, June 8, 2007（英文）
8. ↑  . 東突厥斯坦信息中心. 2005-09-30  [2008-07-20]. （原始内容存档于2008-06-03）.
9. ↑  Newly founded World Uyghur Congress calls for peaceful solution in East Turkestan （页面存档备份，存于）. 非聯合國會員國家及民族組織. 2004年4月22日（英文）
10. ↑  . BBC News. 2005-09-30  [2010-01-24]. （原始内容存档于2009-07-09）.（英文）
11. ↑  水谷(如參考文獻[1]) pp.70-88.
12. ↑  http://yibada.com/news/view/21323415 []世界维吾尔大会（世维会）在东京召开
13. ↑  . 自由亚洲电台. 2024-11-01  [2024-11-10]. （原始内容存档于2024-12-27）.
14. ↑  . 世界维吾尔代表大会.   [2014-04-22]. （原始内容存档于2019-05-14） （中文（简体））.
15. ↑  . 中国网. 2009-07-07  [2009-07-07]. （原始内容存档于2020-10-03）.
16. ↑  . 东方网. 2009-07-07  [2009-07-07]. （原始内容存档于2013-11-02）.
17. ↑  . 环球时报. 南方报网.   [2014-03-03]. （原始内容存档于2009-10-23）.
18. ↑  俞铮. . 新华社. 2009-07-11  [2015-04-09] （中文（简体））.
19. ↑  新华网. . 新华社. 2019-12-06  [2019-12-06] （中文（简体））.[]
20. ↑  东突厥斯坦共和党 （页面存档备份，存于）
21. 1 2  维吾尔斯坦解放组织 （页面存档备份，存于）
22. 1 2  .   [2022-03-02]. （原始内容存档于2022-03-02） （美国英语）.
23. ↑  . ئۇيغۇرىستان ئازاتلىق تەشكىلاتى.   [2022-03-02]. （原始内容存档于2022-03-02） （ug-CN）.
24. ↑  . 自由亚洲电台. 2025-04-14  [2025-06-20].

## 参閲
- 新疆独立运动
- 世界维吾尔青年代表大会
- 乌鲁木齐七·五暴力事件
- 突厥斯坦伊斯兰党
- 西藏獨立運動
- 香港獨立運動
- 內蒙古人民黨
- 台灣獨立運動
- 新疆生产建设兵团

## 外部連結
- 世界維吾爾代表大會 （页面存档备份，存于） （維吾爾文）（英文）（德文）（中文）（日語）
- 東突厥斯坦信息中心 （页面存档备份，存于） （維吾爾文）（英文）（德文）（中文）（日語）
- Alim Seitoff(塞托夫), WUC's vice president, interviewed on PBS' News Hour （页面存档备份，存于）（英文）
- 美國維吾爾協會 （页面存档备份，存于）（英文）
- （页面存档备份，存于）
- 加拿大維吾爾協會（英文）
- 瑞典維吾爾人權委員會 （瑞典文）
- 挪威維吾爾委員會 （挪威文）
- 日本維吾爾協會 （页面存档备份，存于）（日語）

- UYGHURS CALL FOR DIALOGUE WITH CHINA–IMPLEMENTATION OF THE CHINESE CONSTITUTION TO SAFEGUARD AND PROTECT THE RIGHTS OF THE UYGHUR PEOPLE （页面存档备份，存于）, 世界維吾爾代表大會/無代表國家和民族組織/歐洲議會, 2010